# Crinum hanitrae
Crinum hanitrae là một loài thực vật có hoa trong họ Amaryllidaceae. Loài này được Lehmiller & Sisk mô tả khoa học đầu tiên năm 2009.